# Anegada
Anegada a Brit Virgin-szigeteket alkotó szigetcsoport legészakabbra fekvő szigete. Körülbelül 15 km-re északra fekszik Virgin Gordától. Anegada az egyetlen olyan lakott sziget a Brit Virgin-szigeteken belül, mely nem vulkanikus eredetű, hanem korall és mészkő alkotja. Míg a többi szigetet hegyek emelik ki a tengerből, Anegada lapos és sík. Legmagasabb pontja mintegy 8,5 m-re emelkedik ki a tengerből, erre utal neve is, melynek jelentése „az elöntött föld”.
A maga 38 km²-es területével Anegada a Brit Virgin-szigetek második legnagyobb szigete, de egyben a leggyérebben lakott is. Lakosainak száma kb. 200 fő, ők a sziget legnagyobb településén, The Settlement-en élnek.

## Lópatkó-zátony

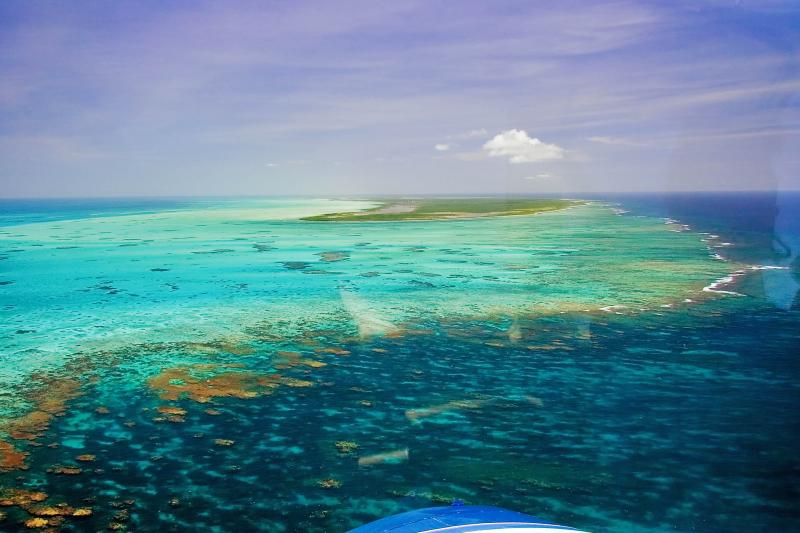
A Lópatkó-zátony Anegadától délkeleti irányban húzódik

Anegada hosszú kilométereken át elnyúló fehér homokos partjairól és a 18 km hosszúságú Lópatkó zátonyról (Horseshoe Reef) nevezetes. A zátony a Karib-tenger legnagyobb és a világ negyedik legnagyobb korallzátonya. A zátony miatt az Anegada körüli hajózás veszélyes. Míg a bérelt hajók szabadon hajózhatnak más Virgin-szigetek körül, a bérbeadó társaságok gyakran megtiltják ügyfeleiknek, hogy Anegadára hajózzanak, az esetleges zátonyra futás elkerülése érdekében.
A zátony hajótörések százaiért felelős, többek közt az HMS Astraea 1808-as, a Donna Paula 1819-es és az MS Rocus 1929-es zátonyra futásáért is. Emiatt a zátony korábban népszerű hely volt a búvárok körében. A zátony védelme érdekében azonban a Brit Virgin-szigetek kormánya megtiltotta a Lópatkó-zátony környékén a horgonyzást..

## Fauna
A sziget nyugati felét sósvízű tavak borítják, melyek egyedülálló faunának adnak életteret. Az 1830-as években karibi flamingók ezrei éltek itt, de a 19. és a 20. század fordulóján húsuk és tolluk miatt vadászták őket, emiatt 1950-re teljesen eltűntek a szigetről. Visszatelepítésük jelenleg is folyik. Ezek a madarak szintén nagy turistalátványosságot jelentenek, de a helyi illetékesek igyekeznek a látogatók számát korlátozni, hogy ne zavarják meg a madarak életterét.
A szigeten élő további ritka és súlyosan veszélyeztetett fajok a Cyclura pinguis, többféle teknős, tengeri csigafélék. Megtalálható itt a karibi homár (Metanephrops binghami) és számos halfaj.
A The Settlementnél kezdődő korallzátonyon egykor nagy számban éltek a tengeri csigák, ám a túlhalászás a populáció megszűnéséhez vezetett.  A The Settlementre érkező látogatókat üres csigaházakból emelt halmok fogadják.
A szigeten elvadult szarvasmarhák, szamarak, kecskék és juhok kóborolnak.
A sziget nyugati végében lévő sós tavak a ramsari egyezmény hatálya alá kerültek 1999. május 11-én.

## Hurrikánok
2010. augusztus 30-án az Earl hurrikán szeme Anegadától északra, 30–40 km távolságban vonult el hatalmas pusztítást hagyva maga után.

## Oktatás
Körülbelül 60 diák tanul a Claudia Creque Educational Centre-ben. Ez az egyetlen oktatási intézmény Anegadán, iskolaelőkészítő, általános és középiskolás osztályai vannak. Az iskolát a Brit Virgin-szigetek kormánya működteti.

## Turizmus
Anegada legfőbb bevételi forrása a turizmus. A turistaszezon egy átlagos napján mintegy 200 látogató keresi fel a szigetet. Fontos üzletág a halászat is: főként a helyi halászok látják el a többi Brit Virgin-szigetet friss hallal és rákkal.
A sziget déli partjai mentén nagy számban él a csonthal (Albula vulpes), mely Anegadát népszerű horgászhellyé teszi a műlegyes horgászat kedvelői körében.
A sziget a kis repülőgépek fogadására alkalmas Auguste George Airport-on (NGD) keresztül, a hetente háromszor közlekedő komppal, vagy privát csónakkal érhető el. Az Island Birds charter légitársaság közvetlen járatot üzemeltet San Juanba, St. Thomasra, Antiguára és a Szent Márton-szigetre.

## Fordítás
- Ez a szócikk részben vagy egészben  az   Anegada című angol Wikipédia-szócikk ezen változatának fordításán alapul.  Az eredeti cikk szerkesztőit annak laptörténete sorolja fel. Ez a jelzés csupán a megfogalmazás eredetét és a szerzői jogokat jelzi, nem szolgál a cikkben szereplő információk forrásmegjelöléseként.